# Peter Mohr (Pädagoge)

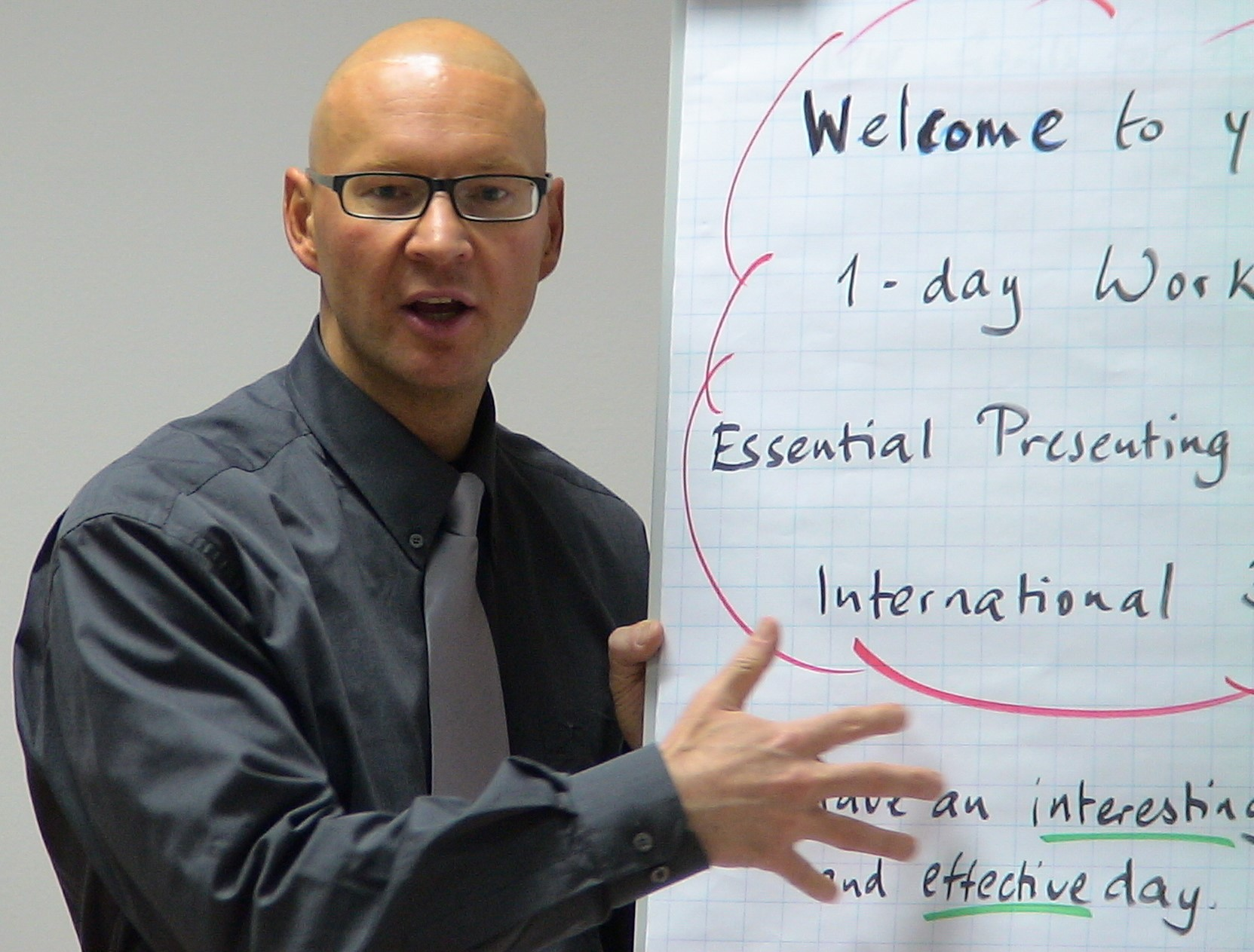
Peter Mohr (2007)

Peter Mohr (* 18. Oktober 1964 in Wiesloch) ist ein deutscher Präsentationstrainer und Autor.

## Leben
1984 absolvierte Peter Mohr sein Abitur am Gymnasium in Wiesloch. Von 1984 bis 1995 war er als Offizier der Luftwaffe in verschiedenen Verwendungen in den Bereichen Ausbildung, Personal, Führung, Stabsdienst und Öffentlichkeitsarbeit tätig. Im Zeitraum von 1985 bis 1989 studierte Peter Mohr an der Universität der Bundeswehr München Erwachsenenpädagogik und schloss dieses Studium mit dem Titel Diplom-Pädagoge Univ ab. 1995 schloss er die Ausbildung zum Trainer für das berufliche Bildungswesen ab und spezialisierte sich noch im selben Jahr inhaltlich auf das Soft-Skill-Thema Präsentieren. Seitdem arbeitet Peter Mohr als Autor, Trainer und Speaker zum Thema Erfolgreich Präsentieren.

## Publikationen (Auswahl)
- 30 Minuten für erfolgreiches Verkaufen (= 30-Minuten-Reihe). Gabal-Verlag, Offenbach 2002, ISBN 3-89749-224-5.
- Erfolgreich Vortragen und Präsentieren. Heyne-Verlag, München 2005, ISBN 3-453-68004-9.
- Dont Be Shot – So meistern Sie souverän Einwände und Angriffe in Präsentationen – Video-DVD. RUSCH-Verlag, Lenzburg/Schweiz 2008, ISBN 978-3-905685-93-0.
- Personale Rhetorik – Als Person vor Publikum Stehen und Bestehen. BOD-Verlag, Norderstedt 2009, ISBN 978-3-8370-8505-1.
- Dont Get Shot – Fragen, Einwände und Angriffe vor Publikum souverän meistern. BOD-Verlag, Norderstedt 2010, ISBN 978-3-8423-2537-1.
- Optische Rhetorik – Visualisierungen und Medien in Präsentationen wirkungsvoll einsetzen. BOD-Verlag, Norderstedt 2011, ISBN 978-3-8423-5635-1.
- Rhetorik – Die 30 wichtigsten Fragen und Antworten. Ventus Publishing, Holstebro/Dänemark 2011, ISBN 978-87-7681-833-3.
- 30 Minuten Präsentieren. Gabal-Verlag, Offenbach 2012, ISBN 978-3-86936-261-8.
- 30 Minuten Einwandbehandlung. Gabal-Verlag, Offenbach 2013, ISBN 978-3-86936-487-2.
- Präsentations-Dramaturgie – Präsentationen mit wirkungsvoller Story und Verkaufspsychologie entwickeln. BOD-Verlag, Norderstedt 2014, ISBN 978-3-7357-2504-2.

Hörbücher:
- Present To Win – Perfekt Präsentieren in Business und Verkauf. Aufsteiger-Verlag, Lenzburg/Schweiz 2008, ISBN 978-3-905357-70-7.
- 30 Minuten Präsentieren. Gabal-Verlag, Offenbach 2014, ISBN 978-3-86936-617-3.
- 30 Minuten Präsentieren. Gabal-Verlag, Offenbach 2014, ISBN 978-3-86936-617-3.
- 30 Minuten Verkaufen. Gabal-Verlag, Offenbach 2014, ISBN 978-3-86936-579-4.